# マルバネルリマダラ
マルバネルリマダラ（Euploea eunice）は、タテハチョウ科マダラチョウ亜科に属する蝶の種で、英名はblue-banded king crow。

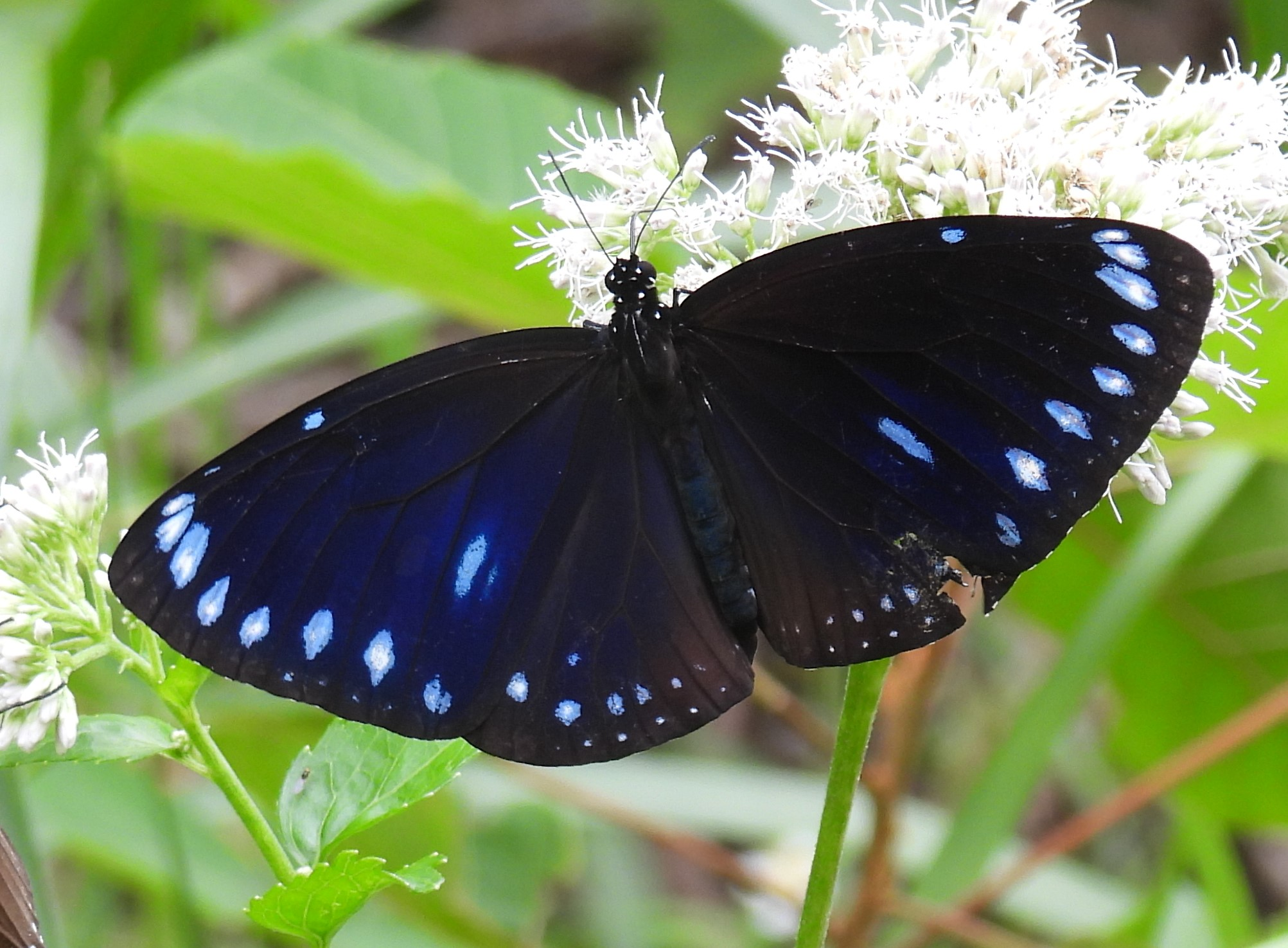
マルバネルリマダラのメス 2024年10月　奄美大島

オスの前翅は、側縁と後縁が弧状に張り出し、やや丸く見える。インドシナ半島やインドネシアを中心に、北は台湾、西はインド•アンダマン諸島、ニコバル諸島にかけて広く生息し、14亜種に分けられている。日本ではいわゆる迷チョウとして南西諸島、特に八重山諸島では頻繁に記録されている。
幼虫はガジュマル、オオケイヌビワ等のクワ科イチジク属の植物、ヤナギ科Flacourtia rukam、クワ科Streblus asperを食べる。

## 亜種
本種の学名には最近まで E. leucostictos があてられていたが、本来の E. leucostictos はニューギニア、オーストラリアからフィジーに分布し、本種は E. eunice とされた。
- E. e. eunice フィリピン, グアム, 日本, マレーシア（ムラカ州）, インドネシア（ジャワ島, スマトラ島）, 台湾
- E. e. novarae   (Felder, 1862)  インド（ニコバル諸島, アンダマン諸島）
- E. e.  vestigiata  Butler, 1866  インドネシア（ジャワ島, スマトラ島）
- E. e.  hobsoni  (Butler, 1877)  台湾
- E. e. leucogonis  (Butler, 1879)  タイ, マレーシア（半島, ランカウイ島）, シンガポール
- E. e. meizon  (Doherty, 1891)  インドネシア（スンバ島）
- E. e.  phane  (Doherty, 1891)  インドネシア（エンガノ島）
- E. e. juno   (Stichel, 1899)  インドネシア（ニアス島）
- E. e. coelestis   (Fruhstorfer, 1902)  ラオス, ベトナム北部, Haina, 中国南東部
- E. e. syra   (Fruhstorfer, 1902)  ボルネオ島, フィリピン（パラワン州）
- E. e. tisais   (Fruhstorfer, 1902)  インドネシア（ロンボク島）
- E. e. kandaon  Fruhstorfer, 1910  インドネシア（スンバワ島）
- E. e. relucida  Fruhstorfer, 1910  インドネシア（バリ島）
- E. e. timaius  Fruhstorfer, 1910  インドネシア（バウェアン島）